# 米島口站
米島口站（日语：／ Yonejimaguchi teiryūjō */?）是位於富山縣高岡市米島和荻布，萬葉線的電車站。
車站鄰近Albis米島店，因此此站過往長時間均設有的副站名為「Albis米島店前」，但現時相關的副站名已不再官方網頁中。

## 歷史
- 1948年4月10日：富山地方鐵道地鐵高岡（現時：高岡站）至伏木港之間開通，此站啟用。
- 1951年4月1日：米島口至新湊（現時：六渡寺）之間開通，成為分支車站。同時米島口至伏木港（日语：伏木港站）之間支線化，成為伏木線。另外，湶町（現時：廣小路）至米島口之間雙線化。
- 1959年4月1日：轉讓路線給加越能鐵道。
- 1971年9月1日：伏木線廢止。
- 1978年：角川映畫「野性的證明」於此站取景。
- 2002年4月1日：轉讓路線給萬葉線[2]。
- 2007年6月1日：設定副站名。
- 2024年9月28日：可使用ICOCA及全國通用IC卡付款[3]。

## 電車站構造
電車站是地面車站，建設在共用行車道上，設有2面2線的相對式月台。在2010年（平成22年）12月起，月台增設上蓋和斜道，提供了無障礙設施。
包含此站在內往高岡站一方的路段為共用軌道。離開此站前往能町口停留場的時候會進入專用軌道區間。另外，靠近越之潟站一方設有轉轍器。從此站起往越之潟一方為單線，往高岡站方向至廣小路停留場前為雙線。

## 電車站周邊
車站旁設有萬葉線總部和車廠，部分電車於此站折返。
- 萬葉線總部
- Albis（日语：アルビス (チェーンストア)）米島店
- 中越紙漿工業（日语：中越パルプ工業）高岡總部、高岡工場

## 相鄰電車站
萬葉線
■萬葉線（高岡軌道線）
新能町－米島口－能町口

### 曾經存在的路線
加越能鐵道
伏木線
米島口－米島

## 注腳
1. ↑  .   [2021年7月3日]. （原始内容存档于2021年3月5日） （日语）.
2. ↑  編集部. . 鐵道畫刊 (電氣車研究會). 2002-05-01, 52 (第5号（通巻第717号）): 110. ISSN 0040-4047 （日语）.
3. ↑   (PDF) (新闻稿). 万葉線. 2024-08-28  [2024-08-30]. （原始内容存档 (PDF)于2024-08-29） （日语）.

## 外部連結
- 萬葉線米島口站上行 （页面存档备份，存于）與下行 （页面存档备份，存于）時間表